# Medalla Coleman

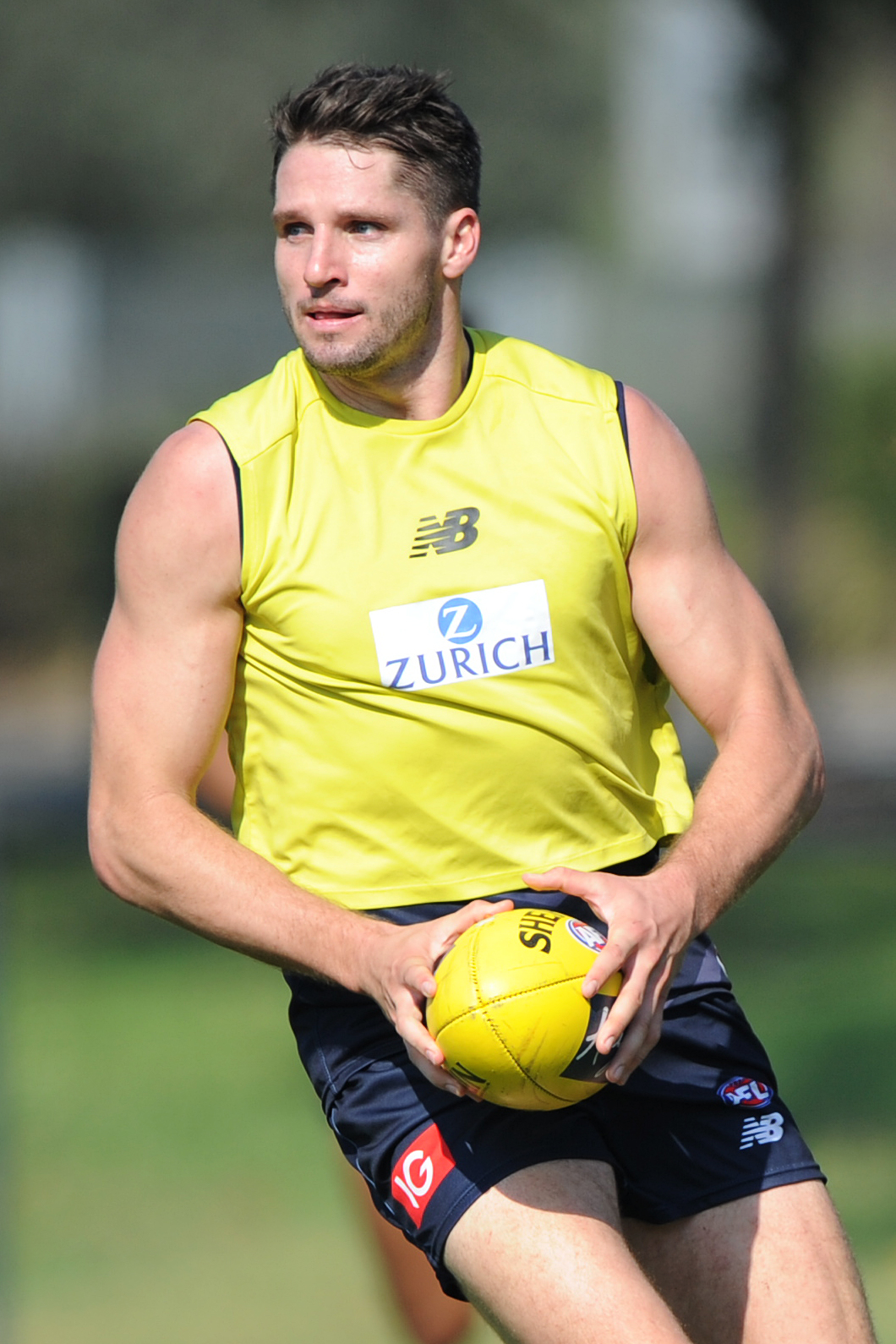
Jesse Hogan durante el entrenamiento de Melbourne el 21 de abril de 2018 en Gosch's Paddock en Melbourne, Victoria.

La Medalla Coleman (del inglés: Coleman Medal) es un reconocimiento anual destinado a aquel jugador perteneciente a la Australian Football League que haya anotado la mayor cantidad de goles durante un año, considerando sólo a aquellos registrados en los partidos de la temporada regular. El nombre de esta medalla fue instituido luego que John Coleman, exjugador del Essendon viera truncada su exitosa carrera (537 goles en sólo 98 partidos) debido a una lesión.
Institucionalizada en 1981, los premios pueden datarse hasta 1955; antes de dicha fecha, la liga australiana entregaba el denominado Leading Goalkicker Medal. Los ganadores de la medalla han sido los siguientes:
| Año  | Ganador          | Equipo          | Goles (no inc. finales) |
| ---- | ---------------- | --------------- | ----------------------- |
| 2011 | Lance Franklin   | Hawthorn        | 71                      |
| 2010 | Jack Riewoldt    | Richmond        | 78                      |
| 2009 | Brendan Fevola   | Carlton         | 86                      |
| 2008 | Lance Franklin   | Hawthorn        | 102                     |
| 2007 | Jonathan Brown   | Brisbane Lions  | 77                      |
| 2006 | Brendan Fevola   | Carlton         | 84                      |
| 2005 | Fraser Gehrig    | St Kilda        | 74                      |
| 2004 | Fraser Gehrig    | St Kilda        | 90                      |
| 2003 | Matthew Lloyd    | Essendon        | 87                      |
| 2002 | David Neitz      | Melbourne       | 75                      |
| 2001 | Matthew Lloyd    | Essendon        | 96                      |
| 2000 | Matthew Lloyd    | Essendon        | 94                      |
| 1999 | Scott Cummings   | West Coast      | 88                      |
| 1998 | Tony Lockett     | Sydney          | 107                     |
| 1997 | Tony Modra       | Adelaide        | 81                      |
| 1996 | Tony Lockett     | Sydney          | 114                     |
| 1995 | Gary Ablett, Sr. | Geelong         | 118                     |
| 1994 | Gary Ablett, Sr. | Geelong         | 113                     |
| 1993 | Gary Ablett, Sr. | Geelong         | 124                     |
| 1992 | Jason Dunstall   | Hawthorn        | 139                     |
| 1991 | Tony Lockett     | St Kilda        | 118                     |
| 1990 | John Longmire    | North Melbourne | 98                      |
| 1989 | Jason Dunstall   | Hawthorn        | 128                     |
| 1988 | Jason Dunstall   | Hawthorn        | 124                     |
| 1987 | Tony Lockett     | St Kilda        | 117                     |
| 1986 | Brian Taylor     | Collingwood     | 100                     |
| 1985 | Simon Beasley    | Footscray       | 93                      |
| 1984 | Bernie Quinlan   | Fitzroy         | 102                     |
| 1983 | Bernie Quinlan   | Fitzroy         | 106                     |
| 1982 | Malcolm Blight   | North Melbourne | 94                      |
| 1981 | Michael Roach    | Richmond        | 86                      |
| 1980 | Michael Roach    | Richmond        | 107                     |
| 1979 | Kelvin Templeton | Footscray       | 91                      |
| 1978 | Kelvin Templeton | Footscray       | 118                     |
| 1977 | Peter Hudson     | Hawthorn        | 105                     |
| 1976 | Larry Donohue    | Geelong         | 99                      |
| 1975 | Leigh Matthews   | Hawthorn        | 67                      |
| 1974 | Doug Wade        | North Melbourne | 91                      |
| 1973 | Peter McKenna    | Collingwood     | 84                      |
| 1972 | Peter McKenna    | Collingwood     | 130                     |
| 1971 | Peter Hudson     | Hawthorn        | 140                     |
| 1970 | Peter Hudson     | Hawthorn        | 146                     |
| 1969 | Doug Wade        | Geelong         | 122                     |
| 1968 | Peter Hudson     | Hawthorn        | 125                     |
| 1967 | Doug Wade        | Geelong         | 79                      |
| 1966 | Ted Fordham      | Essendon        | 73                      |
| 1965 | John Peck        | Hawthorn        | 56                      |
| 1964 | John Peck        | Hawthorn        | 68                      |
| 1963 | John Peck        | Hawthorn        | 69                      |
| 1962 | Doug Wade        | Geelong         | 62                      |
| 1961 | Tom Carroll      | Carlton         | 54                      |
| 1960 | Ron Evans        | Essendon        | 67                      |
| 1959 | Ron Evans        | Essendon        | 78                      |
| 1958 | Ian Brewer       | Collingwood     | 67                      |
| 1957 | Jack C. Collins  | Footscray       | 74                      |
| 1956 | Bill Young       | St Kilda        | 56                      |
| 1955 | Noel Rayson      | Geelong         | 77                      |

## Medalla "Leading Goalkicker"
Entrega anterior a 1955 al autor del mayor número de goles de la temporada en el país o el extranjero.
| Año  | Ganador                        | Equipo              | Goles (no inc. finales) |
| ---- | ------------------------------ | ------------------- | ----------------------- |
| 1954 | Jack C. Collins                | Footscray           | 73                      |
| 1953 | John Coleman                   | Essendon            | 96                      |
| 1952 | John Coleman                   | Essendon            | 103                     |
| 1951 | John Coleman                   | Essendon            | 75                      |
| 1950 | John Coleman                   | Essendon            | 112                     |
| 1949 | John Coleman                   | Essendon            | 85                      |
| 1948 | Lindsay White                  | Geelong             | 86                      |
| 1947 | Fred Fanning                   | Melbourne           | 97                      |
| 1946 | Des Fothergill                 | Collingwood         | 63                      |
| 1945 | Fred Fanning                   | Melbourne           | 67                      |
| 1944 | Fred Fanning                   | Melbourne           | 87                      |
| 1943 | Fred Fanning                   | Melbourne           | 62                      |
| 1942 | Lindsay White                  | South Melbourne     | 67                      |
| 1941 | Sel Murray                     | North Melbourne     | 88                      |
| 1940 | Jack Titus                     | Richmond            | 92                      |
| 1939 | Ron Todd                       | Collingwood         | 98                      |
| 1938 | Ron Todd                       | Collingwood         | 102                     |
| 1937 | Dick Harris                    | Richmond            | 64                      |
| 1936 | Bill Mohr                      | St Kilda            | 101                     |
| 1935 | Bob Pratt                      | South Melbourne     | 97                      |
| 1934 | Bob Pratt                      | South Melbourne     | 138                     |
| 1933 | Gordon Coventry                | Collingwood         | 108                     |
| 1932 | George Moloney                 | Geelong             | 109                     |
| 1931 | Harry Vallence                 | Carlton             | 72                      |
| 1930 | Gordon Coventry                | Collingwood         | 105                     |
| 1929 | Gordon Coventry                | Collingwood         | 118                     |
| 1928 | Gordon Coventry                | Collingwood         | 78                      |
| 1927 | Gordon Coventry                | Collingwood         | 88                      |
| 1926 | Gordon Coventry                | Collingwood         | 78                      |
| 1925 | Lloyd Hagger                   | Geelong             | 70                      |
| 1924 | Jack Moriarty                  | Fitzroy             | 75                      |
| 1923 | Greg Stockdale                 | Essendon            | 64                      |
| 1922 | Horrie Clover                  | Carlton             | 54                      |
| 1921 | Cliff Rankin                   | Geelong             | 61                      |
| 1920 | George Bayliss                 | Richmond            | 62                      |
| 1919 | Dick Lee                       | Collingwood         | 47                      |
| 1918 | Ern Cowley                     | Carlton             | 35                      |
| 1917 | Dick Lee                       | Collingwood         | 50                      |
| 1916 | Dick Lee                       | Collingwood         | 46                      |
| 1915 | Jimmy Freake                   | Fitzroy             | 65                      |
| 1914 | Dick Lee                       | Collingwood         | 57                      |
| 1913 | Roy Park                       | University          | 53                      |
| 1912 | Harry Brereton                 | Melbourne           | 56                      |
| 1911 | Harry Brereton                 | Melbourne           | 46                      |
| 1910 | Dick Lee Percy Martini         | Collingwood Geelong | 51                      |
| 1909 | Dick Lee                       | Collingwood         | 55                      |
| 1908 | Dick Lee                       | Collingwood         | 50                      |
| 1907 | Dick Lee                       | Collingwood         | 45                      |
| 1906 | Mick Grace                     | Carlton             | 45                      |
| 1905 | Charlie H. Pannam              | Collingwood         | 38                      |
| 1904 | Vince Coutie                   | Melbourne           | 39                      |
| 1903 | Teddy Lockwood                 | Collingwood         | 33                      |
| 1902 | Charlie Baker                  | St Kilda            | 30                      |
| 1901 | Fred Hiskins                   | Essendon            | 34                      |
| 1900 | Albert Thurgood Teddy Lockwood | Essendon Geelong    | 24                      |
| 1899 | Eddy James                     | Geelong             | 31                      |
| 1898 | Archie Smith                   | Collingwood         | 31                      |
| 1897 | Eddy James Jack Leith          | Geelong Melbourne   | 22                      |

## Ganadores múltiples
| N.º de veces | Jugador          | Años                               |
| ------------ | ---------------- | ---------------------------------- |
| 8            | Dick Lee         | 1907-09, 1910, 1914, 1916-17, 1919 |
| 6            | Gordon Coventry  | 1926-30, 1933                      |
| 5            | John Coleman     | 1949-53                            |
| 4            | Doug Wade        | 1962, 1967, 1969, 1974             |
| 4            | Fred Fanning     | 1943-45, 1947                      |
| 4            | Peter Hudson     | 1968, 1970-71, 1977                |
| 4            | Tony Lockett     | 1987, 1991, 1996, 1998             |
| 3            | Gary Ablett Sr   | 1993-95                            |
| 3            | Jason Dunstall   | 1988-89, 1992                      |
| 3            | John Peck        | 1963-65                            |
| 3            | Matthew Lloyd    | 2000-01, 2003                      |
| 2            | Bernie Quinlan   | 1983-84                            |
| 2            | Bob Pratt        | 1934-35                            |
| 2            | Brendan Fevola   | 2006, 2009                         |
| 2            | Eddy James       | 1897, 1899                         |
| 2            | Fraser Gehrig    | 2004-05                            |
| 2            | Harry Brereton   | 1911-12                            |
| 2            | Jack C. Collins  | 1954, 1957                         |
| 2            | Kelvin Templeton | 1978-79                            |
| 2            | Lance Franklin   | 2008, 2011                         |
| 2            | Lindsay White    | 1942, 1948                         |
| 2            | Michael Roach    | 1980-81                            |
| 2            | Peter McKenna    | 1972-73                            |
| 2            | Ron Todd         | 1938-39                            |
| 2            | Ron Evans        | 1959-60                            |
| 2            | Teddy Lockwood   | 1900, 1903                         |